# János Apáczai Csere
János Apáczai Csere (10 giugno 1625 – 31 gennaio 1659) è stato un matematico ungherese, autore dell'Enciclopedia Ungherese, considerata il primo testo scritto in lingua ungherese.

## Biografia

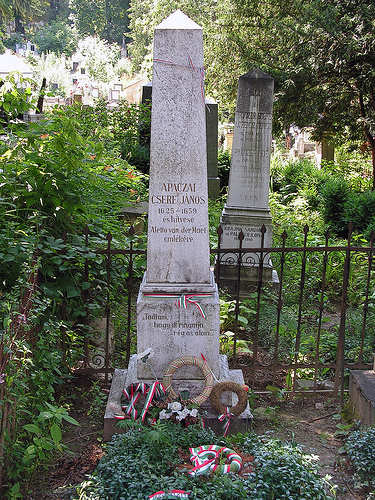
La tomba di Apáczai a Cluj-Napoca

Nacque a Apața, in Transilvania (nell'odierno Distretto di Brașov, in Romania), da cui "Apáczai", da una famiglia che apparteneva alla piccola nobiltà.. Rimasto orfano in tenera età, completati gli studi a Gyulafehérvár (l'odierna Alba Iulia), uno dei suoi docenti, Johann Heinrich Bisterfeld, convinse il vescovo locale, István Katona, a permettergli di proseguire gli studi nei Paesi Bassi. Si trasferì pertanto all'Università di Franeker e in seguito all'Università di Leida e quindi a quella di Utrecht; Nel 1651 ottenne la laurea in teologia all'Università di Harderwijk. Nello stesso anno sposò una donna olandese, Aletta van der Maet, e nel 1652 fece ritorno a Gyulafehérvár su richiesta del principe Giorgio II Rákóczi, per insegnare nella scuola di cui, all'epoca, Bisterfeld era ancora preside. Alla morte del suo protettore, nel 1655, Apáczai perse il posto e l'anno seguente fu trasferito nell'odierna Cluj-Napoca dove morì nel 1659, all'età di 34 anni.

## L'Enciclopedia Ungherese
Apáczai scrisse la sua enciclopedia durante il soggiorno a Utrecht,, dove venne pubblicata nel 1655 (il frontespizio reca stampato l'anno 1653), dopo il suo ritorno in Transilvania. La prima parte dell'enciclopedia  consisteva in una traduzione delle opere di Cartesio, la seconda e la terza parte erano dedicate alla logica secondo la trattazione di Pietro Ramo e del suo allievo Amesio. La quarta parte riguardava l'aritmetica, la quinta la geometria, ancora basandosi sugli studi di Ramo. La sesta parte era dedicata all'astronomia e dava spazio alle allora controverse teorie eliocentriche. Le rimanenti parti dell'enciclopedia trattavano di storia naturale, tecnologia, storia, sociologia e teologia. Il lavoro di Apáczai cadde in disgrazia fra la fine del XVII secolo e l'inizio del XVIII per effetto della controriforma in Ungheria finché, nel 1803, venne pubblicata la seconda edizione. Da allora è stata ristampata più volte fino al 1977. Oggi Apáczai è considerato un eroe della cultura nazionale ungherese.

## Riconoscimenti
Ad Apáczai sono intitolati un liceo a Budapest e uno a Cluj, l'Università dell'Ungheria occidentale a Győr e una strada a Budapest. Nel 1998 il Governo ungherese ha istituito una fondazione, che porta il suo nome, finalizzata all'istruzione degli ungheresi all'estero. Gli è stato dedicato l'asteroide 134130 Apáczai.